# 霍拉普里斯坦区

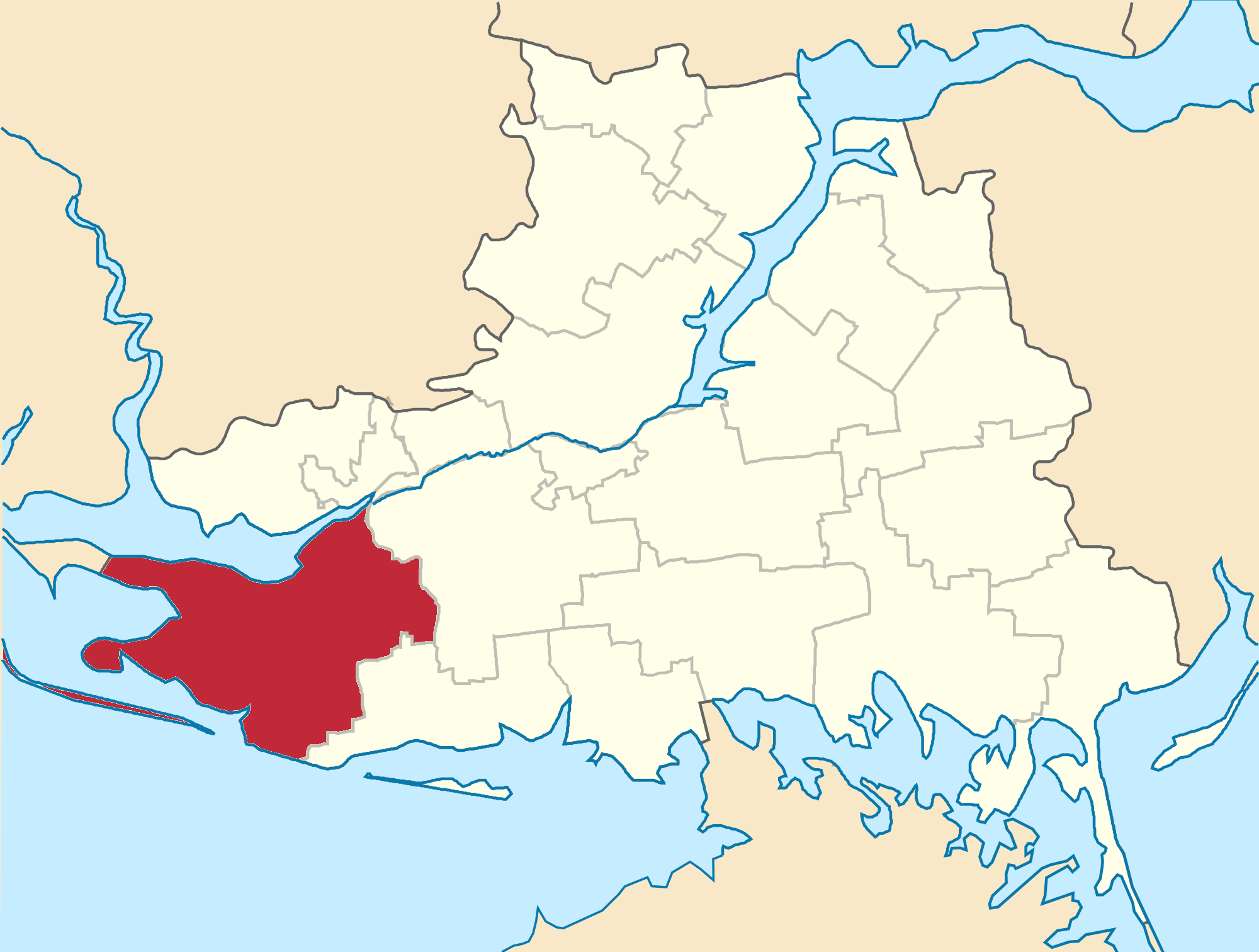
撤销前霍拉普里斯坦區在赫爾松州的位置

霍拉普里斯坦区（烏克蘭語：Голопристанський район），又按俄语名译为戈拉亞普里斯坦區（俄语：Голопристанский район），曾是烏克蘭赫爾松州的一個區，位於該國南部，行政中心設於霍拉普里斯坦，面積3,413平方公里，2012年人口61,338，人口密度每平方公里17.97人。
该区在2020年7月18日的乌克兰行政区划改革中被撤销，改革后赫尔松州下分为5个区。霍拉普里斯坦區的范围并入斯卡多夫斯克區。